# Assassini
 (février 2016).
Assassini est un thriller religieux de Thomas Gifford, écrit en 1990.

## Résumé
L'action se déroule en 1982, alors que l'Église catholique est sur le point d'élire un successeur au pape Calixte IV, mourant. 
L'œuvre rend compte des efforts fournis par Ben Driskill, avocat, pour résoudre le meurtre de sa sœur. En effet, celle-ci, une nonne connue sous le nom de Sœur Valentine, est assassinée alors qu'elle milite ouvertement pour le progrès et se révèle une véritable épine dans le pied de l'Église. Driskill se rend aux quatre coins du monde pour découvrir un document oublié dans un monastère irlandais, qui prouve l'existence des Assassini, une antique fraternité de meurtriers, engagés alors par les princes de l'Église pour protéger cette dernière dans les heures sombres. L'homme qui contrôle désormais ces assassins vise le pouvoir.

## Inspiration et influences
Le roman s'inspire de plusieurs controverses historiques concernant l'Église catholique romaine et qui sont mêlées les unes aux autres :
- Constantin Ier et la Chrétienté ;
- Constantin Ier et les évêques de Rome ;
- la Papauté d'Avignon, dépeinte comme étant totalement soumise aux rois de France et infidèle à son rôle spirituel et son héritage ;
- le legs de la Famille Borgia et son autorité, corrompue, sur la papauté à la Renaissance ;
- le Pape Pie IX et l'affirmation que le Concile Vatican I et l'infaillibilité papale avaient pour but de dogmatiser le pouvoir temporel du pape ;
- la Sapinière ;
- l'émergence du fascisme clérical catholique en Europe ;
- le Pape Pie XI et son entente avec l'Italie fasciste sur les accords du Latran ;
- le Pape Pie XI et le concordat du 20 juillet 1933 avec le Reich allemand ;
- la spoliation d’œuvres d'art par le régime nazi ;
- l'implication d'officiels du Vatican et de prêtres catholiques dans les réseaux d'exfiltration nazis fuyant l'Europe à la fin de la Seconde Guerre mondiale ;
- les théories du complot sur la mort de Jean-Paul Ier ;
- le scandale Banco Ambrosiano et de son actionnaire, la banque du Vatican.

D'autres sujets sont également évoquées, mais de manière plus brève : la persécution des Chrétiens dans l'Empire romain, le conflit du Pape Calixte Ier avec Hippolyte de Rome, le Pape Jean XXIII et le Concile Vatican II.

## Similitudes
On peut retrouver dans plusieurs œuvres de fiction les Assassini (qui signifie assassins en italien), comme exemples de prêtres isolés ou comme société secrète de prêtres impliqués dans des expéditions punitives contre des opposants politiques à l'Église catholique ou bien encore comme une faction interne à l'Église.
- Le Testament de Judas, un roman de Daniel Easterman[2], 1994.
- Da Vinci Code (2003), un roman de Dan Brown, qui met en scène un membre de l'Opus Dei dont les traits rappellent ceux des Assassini.
- Anges et démons (1998), également roman de Dan Brown, mentionne les Assassins au sens historique du terme.